# Lamprosema syngenica
Lamprosema syngenica là một loài bướm đêm trong họ Crambidae.